# Llamas de la Ribera
Llamas de la Ribera ist ein nordspanischer Ort und eine Gemeinde (municipio) mit 791 Einwohnern (Stand: 2024) in der Provinz León in der Autonomen Gemeinschaft Kastilien-León.

## Lage
Ort und Gemeinde von Llamas de la Ribera liegen auf dem westlichen Ufer des Río Órbigo in einer Höhe von ca. 895 Metern ü. d. M. Die Provinzhauptstadt León liegt etwa 36 Kilometer (Fahrtstrecke) östlich; bis nach Astorga sind es etwa 42 Kilometer in südwestlicher Richtung. Zur Gemeinde gehören auch die Dörfer Quintanilla de Sollamas, San Román de los Caballeros und Villaviciosa de la Ribera.

## Bevölkerungsentwicklung
| Jahr      | 1960  | 1970  | 1981  | 1991  | 2001  | 2014 |
| Einwohner | 2.286 | 2.049 | 2.035 | 1.399 | 1.167 | 916  |

Im 19. Jahrhundert wuchs die Einwohnerzahl der Gemeinde auf etwa 2.000 Personen an. Aufgrund der zunehmenden Mechanisierung der Landwirtschaft und des daraus resultierenden Verlustes an Arbeitsplätzen sank sie in der zweiten Hälfte des 20. Jahrhunderts bis auf die derzeitigen Tiefststände ab.

## Wirtschaft
Die hochgelegene Gemeinde ist seit Jahrhunderten überwiegend landwirtschaftlich orientiert, wobei die Viehzucht eine bedeutende Rolle spielt; auch Hopfen wird angebaut (siehe Wappen). Seit der Mitte des 20. Jahrhunderts spielt der Tourismus in Form der Vermietung von Ferienwohnungen (casas rurales) eine zunehmend wichtigere Rolle.

## Geschichte
Es ist anzunehmen, dass bereits der Volksstamm der Asturier in der Gegend von Llamas gesiedelt hat. Von den Römern stammt wahrscheinlich die Ortsbezeichnung Valdellamas; vielleicht wurde damals schon in größerem Umfang Flachs angebaut, der im Mittelalter große Bedeutung erlangte. Die Römer waren es auch, die wenige Kilometer südlich eine Brücke über den Río Órbigo erbauten, welche später auch von den Santiago-Pilgern genutzt wurde. Westgoten und Mauren haben keine archäologisch verwertbaren Spuren auf dem Gemeindegebiet hinterlassen.

## Sehenswürdigkeiten
- Einige der zum Teil noch aus dem 18. und 19. Jahrhundert stammenden Häuser des Ortes sind um Innenhöfe  (patios) herumgebaut.
- Die einschiffige, aber mit einem Querhaus versehene Pfarrkirche (Iglesia de Nuestra Señora de la Asunción) ist ein Bau des 17. Jahrhunderts und mit Ausnahme der roten Ecksteine und Fensterrahmungen aus Bruchsteinen (mamposteria) errichtet. Auch das Glockengeschoss des Westturms, der mit einer Haube und einer aufsitzenden Laterne nach oben abschließt, zeigt exakt bearbeiteten Sandstein. Das Portal befindet sich – wie in der Region häufig anzutreffen – auf der Südseite.